# Altti Mäkinen
Altti Mäkinen, född 14 mars 1987, är en finsk före detta fotbollsmålvakt som senast spelade för finska JäPS. Han representerade 2006–2009 FC Honka.